# 올리비아 로드리고
올리비아 이사벨 로드리고(영어: Olivia Isabel Rodrigo, 2003년 2월 20일~)는 미국의 배우, 가수이다. 2021년 1월, 데뷔 싱글 "Drivers License"를 발매했으며,싱글은 빌보드 핫 100 1위, UK 싱글 차트 1위에 올랐다. 2021년 5월 21일 데뷔 앨범 《Sour》를 발매했다.
제64회(2022) 그래미상 시상식 제너럴 필드 전 부문에 후보로 올랐다. 데뷔 싱글 "Drivers License"를 올해의 레코드·노래상 후보에 올랐고 데뷔 앨범 《Sour》를 통해 올해의 음반상 후보에 올랐으며, 신인상 후보에도 올랐다.

## 어린 시절
로드리고는 2003년 2월 20일 캘리포니아주의 테메큘라에서 태어났다. 아버지는 필리핀계이며, 어머니는 독일과 아일랜드계 혈통을 가지고 있었다. 로드리고는 6살때부터 연기와 노래 수업을 받기 시작하였으며, 리사 J. 메일스 초등학교와 도로시 맥엘리니 중학교를 진학하고 다니면서 극장 연기도 시작하였다. 이후 코미디 텔레비전 시리즈인 비자드바크(Bizaardvark)에서 역할을 따낸 후에는 무리에타에서 로스앤젤레스로 이사를 갔다.

## 경력

### 연기
로드리고는 올드 네이비 광고에서 처음으로 스크린 앞에 섰다. 그리고 얼마 후, 비디오로 찍은 영화 아메리칸 걸: 그레이스 스터스 업 석세스(An American Girl: Grace Stirs Up Success)에서 주연인 그레이스 토머스를 연기하면서 본격적인 연기 경력을 시작하였다. 2016년에는 디즈니 채널 시리즈 비자드바크에서 기타리스트인 페이지 올베라 역을 총 세 시즌 동안 연기하면서 인정받았다.
2019년 2월, 디즈니+ 시리즈 하이 스쿨 뮤지컬: 더 뮤지컬: 더 시리즈(High School Musical: The Musical: The Series)에 니니 살라자르로버츠라는 역으로 캐스팅되었으며, 같은 해 11월에 처음으로 공개되었다. 로드리고는 드라마에 출연하면서 "All I Want"와 "Just for a Moment"를 같이 출연한 조슈아 바셋과 공동으로 만들었다. 디사이더의 조엘 켈러는 "특히 매력적인"이라 표현하는 등 연기와 노래 부분에서 모두 호평을 받았다.

### 가수
로드리고는 2020년 인터스코프 레코드와 게펀 레코드와 계약을 하였다. 2021년 1월 8일 프로듀서 댄 니그로와 같이 만든 노래이자 가수로서의 첫 싱글인 ‘Drivers License’를 발표하였다. ‘Drivers License’는 음악 평단으로부터 호평을 받았으며, 스포티파이에서 1월 11일에는 1570만, 이튿날에는 1700만이라는 스트리밍 수를 기록하면서, 비연휴 노래로는 하루동안 가장 많이 들은 노래라는 기록을 세우게 되었다. 또한 빌보드 핫 100 차트에서 1위로 데뷔하였으며, 오스트레일리아, 뉴질랜드, 네덜란드, 노르웨이, 영국 등 많은 국가의 차트에서 1위를 차지하게 된다. 2021년 4월 1일, 로드리고는 두 번째 싱글 ‘Deja Vu’를 발매하였으며, 같은 날에 2021년 5월 21일 첫 정규 음반인 “*O*R”을 발매할 것이라고 발표하였다.

## 음악 스타일 및 영향
로드리고는 가장 큰 영향을 받은 음악가이자 우상이 누구냐는 질문에 테일러 스위프트와 로드를 언급하였다. 그중 스위프트에 대해선 로드리고는 "전세계에서 가장 큰 팬이다"라고 스스로를 묘사하였다.

## 음반 목록

### 정규 앨범
- 《Sour》(2021)
- 《Guts》(2023)

## 영상 목록

### 텔레비전
- 핵꿀잼 비짤봙(2016~19)
- 뉴 걸(2017)
- 하이 스쿨 뮤지컬: 뮤지컬: 시리즈(2019~22)
- 새터데이 나이트 라이브(2021, 2023) - 본인